# Hyptis verticillata
Hyptis verticillata är en kransblommig växtart som beskrevs av Nikolaus Joseph von Jacquin. Hyptis verticillata ingår i släktet Hyptis och familjen kransblommiga växter. Inga underarter finns listade i Catalogue of Life.